# Kawęczyn (województwo podkarpackie)
Kawęczyn – wieś w Polsce położona w województwie podkarpackim, w powiecie mieleckim, w gminie Wadowice Górne.
| SIMC    | Nazwa          | Rodzaj    |
| ------- | -------------- | --------- |
| 0834834 | Chmary         | część wsi |
| 0834840 | Nowy Kawęczyn  | część wsi |
| 0834857 | Stary Kawęczyn | część wsi |
| 0834863 | Swoły          | część wsi |

W latach 1975–1998 miejscowość administracyjnie należała do województwa tarnowskiego.
W miejscowość znajduje się wybudowany w latach 1987-1989 kościół filialny pw. Matki Bożej Pocieszycielki Strapionych należący do parafii św. Klemensa w Czerminie.